# Kirill Petrenko
Pour les articles homonymes, voir Petrenko.
Kirill Garrievitch Petrenko (en russe : Кирилл Гарриевич Петренко), né le 11 février 1972 à Omsk, est un chef d'orchestre russe et autrichien.

## Biographie
Il naît en URSS dans une famille d'origine juive. Son père Garry Petrenko est premier violon de l'Orchestre symphonique d'Omsk tandis que sa mère Olga Davidovna Petrenko, née Weintraub, est musicologue. Kirill Petrenko commence son école primaire musicale avec études renforcées du piano. Il débute comme soliste à onze ans et il est accompagné par l'Orchestre symphonique d'Omsk. À la veille de la disparition de l'URSS, la famille émigre en Autriche, où Garry Petrenko obtient un poste de violoniste à l'Orchestre de Brégence (Bregenz, sur le lac de Constance). Le jeune Petrenko poursuit ses études au Conservatoire de Feldkirch, puis à Vienne dans la classe du Slovène Uroš Lajovic (en).
Directeur musical du Théâtre de Meiningen en Allemagne, où il dirige le Meininger Hofkapelle (1999-2002), il a été directeur musical du Komische Oper Berlin de 2002 à 2007. C'est dans la capitale autrichienne que Kirill Petrenko obtient son premier poste : chef assistant à la Wiener Volksoper (Opéra populaire de Vienne), temple de la musique légère viennoise. Après avoir renoncé pendant quelques années à occuper un poste de directeur musical, il a choisi d'accepter de diriger à partir de 2013 l'Opéra de Munich où il succède à Kent Nagano.
En France, de 2006 à 2010, il est invité par Serge Dorny pour monter un cycle Tchaïkovski à l'Opéra de Lyon, mis en scène par Peter Stein ; l'opéra Mazeppa de Tchaïkovski à la tête de l'Orchestre de l'Opéra national de Lyon. À Vienne, les musiciens de la Wiener Staatsoper sont galvanisés par son Rosenkavalier : dans les couloirs, il se dit que son interprétation est du niveau de celle de Carlos Kleiber[réf. souhaitée]. Il a fait depuis l'objet d'invitations venant d'orchestres prestigieux : Orchestre philharmonique de Berlin, Orchestre symphonique de Chicago, Orchestre de Cleveland, Orchestre Philharmonique de Radio France, etc.
De 2013 à 2015, il est choisi pour diriger la Tétralogie, mise en en scène par Franck Castorf au festival de Bayreuth. Sa direction est acclamée par le public ainsi que par la critique,, ce qui contraste avec la réception divisée de la mise en scène.
Le 22 juin 2015, l'Orchestre philharmonique de Berlin officialise sa nomination en tant que successeur de Simon Rattle à la tête de l'orchestre (contrat signé le 6 octobre 2016). C'est seulement le 19 août 2019 que Kirill Petrenko prend officiellement ses fonctions de directeur musical de l'Orchestre philharmonique de Berlin, et inscrit ainsi ses pas dans ceux de Hans von Bülow (1887-1895), Arthur Nikisch (1895-1922), Wilhelm Furtwängler (1922-1945), Sergiu Celibidache (1945-1952), Wilhelm Furtwängler (1952-1954), Herbert von Karajan (1954-1989), Claudio Abbado (1989-2002), Simon Rattle (2002-2018).
En réponse à l'invasion de l'Ukraine du 24 février 2022, Kirill Petrenko exprime sa solidarité avec l'Ukraine et condamne « l'attaque insidieuse et contraire au droit international contre l'Ukraine » de Poutine comme « un couteau dans le dos de tout le monde pacifique ». En septembre 2023, il est classé comme le meilleur chef d'orchestre du monde par un ensemble de critiques internationaux  réunis par le site musical Bachtrack.

## Représentation
Avec son poste de directeur musical, Kirill Petrenko continue à diriger des opéras : ainsi, il ouvre l'édition 2023 du Festival de Pâques de Baden-Baden avec La Femme sans ombre de Richard Strauss, en dirigeant l'Orchestre philharmonique de Berlin. Richard Strauss a conçu là sa musique la plus dense, inventant une palette orchestrale infinie. Petrenko guide aussi les voix,.

## Récompenses
- Deux International Opera Award dans la catégorie « chef d'orchestre » (2014 et 2020)[13],[14].

## Discographie
- Josef Suk : Symphonie n°2 "Asraël" - Classic Productions Osnabrück, 2002
- Johannes Brahms : Concerto pour piano n°1 - Österreichischer Rundfunk, 2002
- Josef Suk : Conte d'été - Classic Productions Osnabrück, 2004
- Josef Suk : Maturation (Zrání) - Classic Productions Osnabrück, 2006
- Sergueï Rachmaninov : Concerto pour piano n°1 - Channel, 2008
- Hans Pfitzner : Palestrina - Oehms, 2012
- John Adams : The Wound-Dresser - Berliner Philharmoniker Recordings, 2016
- Alban Berg : Lulu - Bel-Air, 2017
- Piotr Illitch Tchaïkovski : Symphonie n°6 "Pathétique" - Berliner Philharmoniker Recordings, 2019
- Ludwig von Beethoven / Piotr Illitch Tchaïkovski / Franz Schmidt / Rudi Stephan - Berliner Philharmoniker Recordings, 2020
- Gustav Mahler : Symphonie n°7 - Bayerische Staatsoper Recordings 2021[15]
- Gustav Mahler : Symphonie n°6 - Berliner Philharmoniker Recordings, 2021
- Alban Berg : Concerto pour violon et orchestre - Berliner Philharmoniker Recordings, 2023
- Sergueï Rachmaninov : Symphonie n°2 , l'Île de la Mort, Concerto pour piano n°2, Danses Symphoniques - Berliner Philharmoniker Recordings, 2023
- Dmitri Chostakovitch - Symphonies n°8, 9 et 10 - Berliner Philharmoniker Recordings, 2023[16]